# زمالة جمعية للآلات البرمجية
زمالة جمعية للآلات البرمجية هي جائزة وزمالة تعترف بالأعضاء البارزين في جمعية للآلات البرمجية (ACM). يشير لقب زميل زمالة جمعية للآلات البرمجية إلى التميز كما يتضح من المساهمات الفنية والمهنية والقيادية التي:
- الحوسبة المتقدمة
- تعزيز التبادل الحر للأفكار
- دفع أهداف زمالة رابطة الات الحوسبة

يجوز انتخاب 1٪ على الأكثر من أعضاء زمالة رابطة الات الحوسبة كزملاء.
يُنتخب الزملاء الجدد سنويًا منذ عام 1993.